# Peliala covitalis
Peliala covitalis är en fjärilsart som beskrevs av William Schaus 1916. Peliala covitalis ingår i släktet Peliala och familjen nattflyn. Inga underarter finns listade i Catalogue of Life.